# 霍榮
霍榮（1420年—？），字文華，陝西西安府盩厔縣人，民籍。明朝政治人物。進士出身。

## 生平
陝西鄉試第二十六名。正統十三年（1448年）戊辰科會試第九十八名，殿試登進士第三甲第六十名，景泰四年由庶起士任工科給事中。

## 家族
曾祖霍孟賢。祖父霍思義。父亲霍彬。